# Cup Winners' Cup 2011-12 (mænd)
Cup Winners' Cup 2011–12 for mænd var den 19. udgave af Cup Winners' Cup arrangeret af European Handball Federation. Turneringen havde deltagelse af 35 klubber og blev spillet i perioden 8. oktober 2011 – maj 2012.

## Resultater

### 1. runde
Ingen kampe

### 2. runde
Anden runde har deltagelse af de seks lavest rangerede hold, der spiller om tre pladser i 3. runde.
| Dato    | Dato    | Hjemmehold i 1. kamp | Hjemmehold i 2. kamp   | Resultat | Resultat | Resultat |
| 1. kamp | 2. kamp | Hjemmehold i 1. kamp | Hjemmehold i 2. kamp   | Samlet   | 1. kamp  | 2. kamp  |
| ------- | ------- | -------------------- | ---------------------- | -------- | -------- | -------- |
| 9.10.   | 16.10.  | HC Dobrudja          | HC Ulim-Alexia         | 45–70    | 25-32    | 20-38    |
| 8.10.   | 9.10.   | MSK Hlohovec         | RK Zemaitijos Dragunas | 57–45    | 30-24    | 27-21    |
| 15.10.  | 16.10.  | KH Besa Famiglia     | HC Motor-ZNTU-ZAS      | 41–79    | 19-35    | 22-44    |

### 3. runde
Tredje runde har deltagelse af 32 hold, der spiller om 16 pladser i ottendedelsfinalerne. De deltagende hold er:
- 3 vindere fra 2. runde.
- 29 seedede hold, der først trådte ind i turneringen i 3. runde.

| Dato    | Dato    | Hjemmehold i 1. kamp       | Hjemmehold i 2. kamp      | Resultat | Resultat | Resultat |
| 1. kamp | 2. kamp | Hjemmehold i 1. kamp       | Hjemmehold i 2. kamp      | Samlet   | 1. kamp  | 2. kamp  |
| ------- | ------- | -------------------------- | ------------------------- | -------- | -------- | -------- |
| 27.11   | 3.12    | HC Ulim-Alexia             | Kaustik                   | 53–75    | 24-41    | 29-34    |
| 26.11   | 4.12    | ULZ Sparkasse Schwaz       | RK Poreč                  | 46–49    | 23-24    | 23-25    |
| 26.11   | 3.12    | Caja3 BM Aragón            | RK Borac m:tel Banja Luka | 53-52    | 31-21    | 22-31    |
| 25.11.  | 26.11.  | RK Lovchen                 | SL Benfica                | 35–51    | 21-25    | 14-26    |
| 27.11   | 25.11   | Maliye Milli Piyango SK    | VfL Gummersbach           | 48–68    | 25-27    | 23-41    |
| 26.11   | 27.11   | MSK Hlohovec               | Aarhus Håndbold           | 55–65    | 34-34    | 21-31    |
| 26.11   | 3.12    | HC Meshkov Brest           | RK Pelister               | 53–45    | 27-20    | 26-25    |
| 3.12    | 4.12    | RK Celje Pivovarna Laško   | HC Kehra                  | 71–41    | 34-18    | 37-23    |
| 27.11   | 4.12    | Pallamano Intini Noci      | CS Energia                | 54–62    | 26-25    | 28-37    |
| 27.11   | 4.12    | European University Cyprus | Celebi FTC PLER           | 43–54    | 22-24    | 21-30    |
| 26.11.  | 3.12    | BSV Bern Muri              | HV Kremer / Hurry-Up      | 66–58    | 38-27    | 28-31    |
| –       | –       | ESN Vrilissia              | Lugi HF                   | w.o.     | –        | –        |
| 26.11.  | 3.12.   | HCB OKD Karvina            | SG Flensburg-Handewitt    | 41–74    | 23-37    | 18-37    |
| 26.11   | 3.12    | United HC Tongeren         | RK Vojvodina              | 55–57    | 31-24    | 24-33    |
| 26.11   | 3.12    | HC Motor-ZNTU-ZAS          | ZTR                       | 56–56    | 25-25    | 31-31    |
| 26.11.  | 27.11.  | ØIF Arendal                | Handball Esch             | 57–45    | 22-21    | 35-24    |

### Ottendedelsfinaler
Ottendelsfinalerne havde deltagelse af de 16 vinderhold fra 3. runde, som spillede om otte pladser i kvartfinalerne.
| Dato    | Dato    | Hjemmehold i 1. kamp | Hjemmehold i 2. kamp     | Resultat | Resultat | Resultat |
| 1. kamp | 2. kamp | Hjemmehold i 1. kamp | Hjemmehold i 2. kamp     | Samlet   | 1. kamp  | 2. kamp  |
| ------- | ------- | -------------------- | ------------------------ | -------- | -------- | -------- |
| 11.2.   | 18.2.   | CS Energia           | SL Benfica               | 51–74    | 27-33    | 24-41    |
| 18.2.   | 19.2.   | HC Meshkov Brest     | Lugi HF                  | 62–43    | 37-19    | 25-24    |
| 11.2.   | 18.2.   | VfL Gummersbach      | ØIF Arendal              | 61–47    | 40-27    | 21-20    |
| 11.2.   | 18.2.   | Aarhus Håndbold      | HC Celje Pivovarna Laško | 46–49    | 22-23    | 24-26    |
| 18.2.   | 19.2.   | HC Motor-ZNTU-ZAS    | RK Vojvodina             | 65–45    | 30-26    | 35-19    |
| 11.2.   | 19.2.   | Caja3 BM Aragón      | RK Poreč                 | 55–46    | 28-24    | 27-22    |
| 11.2.   | 18.2.   | BSV Bern Muri        | Kaustik                  | 52–52    | 26-25    | 26-27    |
| 12.2.   | 18.2.   | Celebi FTC-PLER      | SG Flensburg-Handewitt   | 51–64    | 26-32    | 25-32    |

### Kvartfinaler
Kvartfinalerne havde deltagelse af de otte vinderhold fra ottendedelsfinalerne, som spillede om fire pladser i semifinalerne.
| Dato    | Dato    | Hjemmehold i 1. kamp     | Hjemmehold i 2. kamp   | Resultat | Resultat | Resultat |
| 1. kamp | 2. kamp | Hjemmehold i 1. kamp     | Hjemmehold i 2. kamp   | Samlet   | 1. kamp  | 2. kamp  |
| ------- | ------- | ------------------------ | ---------------------- | -------- | -------- | -------- |
| 17.3.   | 24.3.   | HC Motor-ZNTU-ZAS        | SG Flensburg-Handewitt | 62–66    | 30-39    | 32-27    |
| 17.3.   | 25.3.   | VfL Gummersbach          | BSV Bern Muri          | 57–50    | 32-23    | 25-27    |
| 17.3.   | 24.3.   | HC Meshkov Brest         | Caja3 BM Aragón        | 49–55    | 24-26    | 25-29    |
| 17.3.   | 24.3.   | HC Celje Pivovarna Laško | SL Benfica             | 59–54    | 29-23    | 30-31    |

### Semifinaler
Semifinalerne havde deltagelse af de fire vinderhold fra kvartfinalerne, som spillede om de to pladser i finalen.
| Dato    | Dato    | Hjemmehold i 1. kamp     | Hjemmehold i 2. kamp | Resultat | Resultat | Resultat |
| 1. kamp | 2. kamp | Hjemmehold i 1. kamp     | Hjemmehold i 2. kamp | Samlet   | 1. kamp  | 2. kamp  |
| ------- | ------- | ------------------------ | -------------------- | -------- | -------- | -------- |
| 22.4    | 28.4    | SG Flensburg-Handewitt   | Caja3 BM Aragón      | 70–64    | 39-30    | 31-34    |
| 22.4    | 28.4    | HC Celje Pivovarna Laško | VfL Gummersbach      | 59–59    | 34-27    | 25-32    |

### Finale
| Dato    | Dato    | Hjemmehold i 1. kamp | Hjemmehold i 2. kamp   | Resultat | Resultat | Resultat |
| 1. kamp | 2. kamp | Hjemmehold i 1. kamp | Hjemmehold i 2. kamp   | Samlet   | 1. kamp  | 2. kamp  |
| ------- | ------- | -------------------- | ---------------------- | -------- | -------- | -------- |
| 20.5    | 25.5    | VfL Gummersbach      | SG Flensburg-Handewitt | 61–66    | 33-34    | 28-32    |